# 36 Ophiuchi
Désignations
- 36 Oph A : Guniibuu, HR 6402, HD 155886, SAO 185198, LHS 437, LTT 6871[3]
- 36 Oph B : HR 6401, HD 155885, SAO 185199, LHS 438, LTT 6872[4]

36 Ophiuchi (en abrégé 36 Oph) est un système d'étoiles triple situé à environ 19,5 années-lumière de la Terre dans la constellation d'Ophiuchus. En astronomie chinoise, elle fait partie de l'astérisme Tianjiang, représentant la Voie lactée elle-même.
36 Ophiuchi A, officiellement nommée Guniibuu, la première étoile du système, est une naine orange de la séquence principale et de type spectral K0, et sa taille est de 81 % celle du Soleil.
La deuxième étoile, 36 Ophiuchi B est en tous points identique à sa sœur. L'orbite de ces étoiles est excentrique, lorsqu'elles sont au plus proche, elles sont distantes de 7 ua, et lorsqu'elles sont au plus loin, de 169 ua.
36 Ophiuchi C, la troisième étoile est aussi une naine orange de type spectral K5, et sa taille est de 75 % celle du Soleil. Son orbite est très éloignée de ses deux sœurs, entre 4 370  et   5 390 ua.